# Call of Duty
Call of Duty är ett datorspel i förstapersonsperspektiv som är utvecklat av Infinity Ward och distribuerat av Activision. Spelet utspelar sig under andra världskriget och är det första i Call of Duty-serien. Man spelar som amerikan, britt och ryss, där det slutliga målet är detsamma – att inta Berlin och störta nazistregimen. Det finns två olika lägen, enspelarläge där man ska utföra olika uppdrag ensam, och flerspelarläge där man spelar mot andra spelare. Spelet släpptes 2009 till Playstation 3 och Xbox 360 som nedladdningsbar med titeln Call of Duty: Classic.

## Upplägg
Spelet gestaltar olika tidstypiska vapen, som spelaren kontrollerar genom att röra på musen eller kontrollen.

### Den amerikanska kampanjen
| Mottagande      | Mottagande                                                         |
| Samlingsbetyg   | Samlingsbetyg                                                      |
| Tjänst          | Betyg                                                              |
| --------------- | ------------------------------------------------------------------ |
| Gamerankings    | (PC) 91.52% (Mobil) 79.33% (PSN) 78.83% (XBLA) 72.80% (NGE) 67.88% |
| Metacritic      | (PC) 91/100 (PSN) 78/100 (XBLA) 72/100                             |
| Recensionsbetyg |                                                                    |
| Publikation     | Betyg                                                              |
| Allgame         | [ 14 ]                                                             |
| Gamepro         | [ 15 ]                                                             |
| Gamespot        | 9.0/10                                                             |
| IGN             | 9.3/10                                                             |
| X-Play          | [ 18 ]                                                             |

Den amerikanska delen av spelet börjar med ett träningsuppdrag där man övar på spelets mekanik och rörelsemönster. Den utspelar sig i en tidstypisk amerikansk militärbas och är mycket lik många andra spel som har visat liknande träningsläger. I följande nivå hoppar man fallskärm över Normandie under Dagen D. Uppdraget är att placera en vägvisare för de kommande förstärkningarna. Därefter ska man spränga några luftvärnskanoner. Efter det uppdraget ska man försvara en väg. I nästa uppdrag ska man spränga fyra artilleripjäser. I de amerikanska uppdragen spelar man som Pvt. Martin, en fallskärmssoldat vars psyke och tankar utvecklas genom en dagbok som uppvisas medan nivåerna laddas. Kampanjen avslutas med att man anfaller några bunkrar i Belgien under Ardenneroffensiven. Många likheter med TV-serien Band of Brothers kan utpekas, som till exempel slaget i Bretagne där spelet har många likheter visuellt med samma slag som gestaltas i TV-serien.

### Den brittiska kampanjen
Den brittiska kampanjen visar hur britterna, i ett glidflygplan, havererar i närheten av den kända Pegasus-bron som löper över Caen-kanalen. Bron skall i spelet först tas över och sedan försvaras under en halvtimme. I den brittiska kampanjen spelar man Sgt. Jack Evans, som efter de två inledande nivåerna flyttas till det nybildade SAS där spelaren i ett antal nivåer utför uppdrag i mindre grupper. Däribland finns det en nivå som utspelar sig på det tyska krigsfartyget Tirpitz. Kampanjen avslutas med att tre V-2-raketer ska förstöras. Kampanjen är inspirerad av filmen Den längsta dagen.

### Den ryska kampanjen
Den ryska kampanjen inleds genom slaget i Stalingrad där man slår ner ett antal tyska positioner som både krypskytt och fotsoldat. Den första nivån är mycket kritikerrosad och brukar beskrivas som mycket filmisk. Man ska i Stalingrad också ta över en byggnad. Den ryska kampanjen utspelas främst i stadsmiljöer, såväl i Berlin som Stalingrad. Spelaren spelar huvudsakligen på egen hand, kämpar sig vidare, först till en järnvägsstation via ett fälthögkvarter och genom stadens kloaker till ett av de hus som ännu inte raserats. Det finns också två uppdrag där man kör stridsvagn. Kampanjen avslutas med en nivå där man slutligen intar den tyska riksdagen, Reichstag, och sätter upp flaggan på dess topp. Kampanjen är inspirerad av filmen Enemy at the Gates.

## Karaktärer
Spelet gestaltar ett antal karaktärer förutom den strikt spelarstyrda personen. Dessa är bland annat Kapten Price som fått en stor roll i de övriga delarna i spelserien.
- Steve Blum - Kapten Foley
- Jason Statham - Sergeant Waters
- Giovanni Ribisi - Menige Elder
- Gregg Berger - Sergeant Moody/olika röstroller
- Michael Gough - Kapten Price/olika röstroller
- Michael Bell - Sergeant Pavlov/olika röstroller
- Neil Ross - Berättaren/Flerspelarspel-annonsör
- David Sobolov - Tysk högtalare/Addit
- André Sogliuzzo - Olika röstroller

## Vapen
Skjutvapen man kan använda, i urval:
USA
- M1A1 Carbine
- M1 Garand
- Thompson
- BAR
- M1903 Springfield

Storbritannien
- Lee-Enfield
- Bren
- Sten
- M1903 Springfield

Sovjet
- Mosin-Nagant M1930 (med eller utan kikarsikte)
- PPSH

Tyskland
- Kar 98k (med eller utan kikarsikte)
- MP40
- MP44

Utöver det vapen man väljer har man även en pistol. Amerikanarna och britterna börjar med en Colt .45 medan ryssarna och tyskarna börjar med en Luger.
På banorna kan man plocka upp Panzerfaust pansarskott och FG42 automatkarbiner. Det finns även stationära MG42 kulsprutor som spelarna kan använda.
Man behöver inte använda endast de vapen man börjar med, utan man kan plocka upp en död kamrats eller en död fiendes vapen och ersätta det man från början hade.

## Felaktigheter
I spelet förekommer flera felaktigheter, till exempel kan man använda en StG-44, som introducerades 1943, i slaget vid Stalingrad som utspelar sig 1942-43.
Spelet innehåller även felaktigheter när man nämner viktiga händelser i tiden, den kronologiska ordningen är felaktig.